# 溫柔酒吧
《溫柔酒吧》（英語：The Tender Bar）是一部2021年美國青春成長劇情片，由喬治·克隆尼執導兼製片，威廉·莫納漢編寫劇本，改編自J·R·默林格的2005年同名回憶錄；講述默林格的父親在他出生不久後失蹤，他在長島的一間酒吧與他的叔叔和顧客成為朋友。主演包括班·艾佛列克、泰·謝里丹、莉莉·拉貝、克里斯多福·洛伊德和丹尼爾·拉涅利（Daniel Ranieri）。電影於美國2021年12月17日有限上映，2022年1月7日上線Prime Video。
艾佛列克藉本片入圍第79届金球奖最佳電影男配角。

## 演員
- 班·艾佛列克飾演查理·默林格叔叔（Uncle Charlie Moehringer）
- 泰·謝里丹飾演J·R·默林格（英语：J. R. Moehringer）
  - 丹尼爾·拉涅利（Daniel Ranieri）飾演年幼的J·R·默林格
- 莉莉·拉貝（英语：Lily Rabe）飾演朵洛西·默林格（Dorothy Moehringer）
- 克里斯多福·洛伊德飾演爺爺
- 珊卓·詹姆斯（英语：Sondra James）飾演奶奶
- 馬克斯·馬蒂尼飾演強尼·邁克爾斯（Johnny Michaels）
- 麥可·布勞恩（Michael Braun）飾演波波（Bobo）
- 馬修·德拉馬特（Matthew Delamater）飾演喬伊·D（Joey D）
- 馬克斯·凱塞拉飾演警長
- 蘭斯·菲利斯飾演衛斯理（Wesley）
- 伊萬·梁（Ivan Leung）飾演吉米（Jimmy）
- 布莉安娜·米德爾頓（英语：Briana Middleton）飾演席妮（Sidney）

## 製作
電影改編自J·R·默林格的回憶錄《溫柔酒吧》，改編電影最初於2013年由索尼影業和切寧娛樂著手開發，西奧多·梅爾菲被聘來擔任編劇和導演。在他退出後，索尼將該項目置於周轉狀態，亞馬遜影業於2020年7月取得版權。喬治·克隆尼開始談判根據威廉·莫納漢編寫的劇本執導電影。克隆尼還與Smokehouse Pictures的製片合作夥伴葛蘭·海斯洛夫共同擔任監製。泰德·霍普還根據他在亞馬遜的優先認購協議被任命為製片人。克隆尼於2020年12月證實為導演，班·艾佛列克開始談判出演。艾佛列克於2021年2月確認參演，泰·謝里丹和莉莉·拉貝也將擔任主演。2021年3月，克里斯多福·洛伊德、珊卓·詹姆斯、馬克斯·馬蒂尼、麥可·布勞恩（Michael Braun）、馬修·德拉馬特（Matthew Delamater）、馬克斯·凱塞拉、蘭斯·菲利斯、伊萬·梁（Ivan Leung）、布莉安娜·米德爾頓與丹尼爾·拉涅利（Daniel Ranieri）加入演出陣容。
主要拍攝在麻薩諸塞州東部各處進行，於2021年2月22日開始，約2021年4月中旬結束。

## 發行
《溫柔酒吧》於2021年10月10日登上倫敦影展舉行全球首映。電影排定2021年12月17日在美國有限上映，2022年1月7日上線Prime Video。

## 外部連結
- 互联网电影数据库（IMDb）上《溫柔酒吧》的资料（英文）